# Železniško postajališče Pušenci
Železniška postaja Pušenci je ena od manjših postaj v Sloveniji, ki ima en tir. 

## Lokacija in koordinati
Služi naselju Pušenci. Leži na cesti Pušenci 5. Koordinati so 46,4097218, 16,1764183.

## Proga
Leži na progi Ormož - Hodoš d. m. Predhodna postaja je Ormož, naslednja postaja je pa Ivanjkovci.